# Commercial Union Assurance Masters 1972 - Singolare
Il singolare del Commercial Union Assurance Masters 1972 è stato un torneo di tennis facente parte della categoria Grand Prix.
Ilie Năstase era il detentore del titolo e ha battuto in finale 6–3, 6–2, 3–6, 2–6, 6–3 Stan Smith.

## Tabellone

### Legenda
| - Q = Qualificato - WC = Wild card - LL = Lucky loser | - ALT = Alternate - SE = Special Exempt - PR = Protected Ranking | - w/o = Walkover - r = Ritirato - d = Squalificato |

|  | Semifinali    | Semifinali    | Semifinali    | Semifinali    | Semifinali | Semifinali | Semifinali |  |  | Finale       | Finale       | Finale | Finale | Finale | Finale | Finale |  |
|  |               |               |               |               |            |            |            |  |  |              |              |        |        |        |        |        |  |
|  | Ilie Năstase  | Ilie Năstase  | Ilie Năstase  | Ilie Năstase  | 6          | 6          | 6          |  |  |              |              |        |        |        |        |        |  |
|  | Jimmy Connors | Jimmy Connors | Jimmy Connors | Jimmy Connors | 2          | 3          | 2          |  |  | Ilie Năstase | Ilie Năstase | 6      | 6      | 3      | 2      | 6      |  |
|  | Tom Gorman    | Tom Gorman    | 7             | 5             | 7          | 5          | r          |  |  | Stan Smith   | Stan Smith   | 3      | 2      | 6      | 6      | 3      |  |
|  | Stan Smith    | Stan Smith    | 6             | 7             | 5          | 4          |            |  |  |              |              |        |        |        |        |        |  |

## Round robin

### Gruppo A
|  |                | Năstase  | Gorman   | Orantes  | Hewitt   | RR W–L | Set W–L | Game W–L | Posizione |
|  | Ilie Năstase   |          | 6–2, 6–3 | 6–3, 6–4 | 6–4, 6–4 | 3–0    | 6–0     | 36–20    | 1         |
|  | Tom Gorman     | 2–6, 3–6 |          | 6–3, 6–4 | 6–4, 6–2 | 2–1    | 4–2     | 29–25    | 2         |
|  | Manuel Orantes | 3–6, 4–6 | 3–6, 4–6 |          | 6–3, 6–3 | 1–2    | 2–4     | 26–30    | 3         |
|  | Bob Hewitt     | 4–6, 4–6 | 3–6, 4–6 | 3–6, 3–6 |          | 0–3    | 0–6     | 20–36    | 4         |

La classifica viene stilata in base ai seguenti criteri: 1) Numero di vittorie; 2) Numero di partite giocate; 3) Scontri diretti (in caso di due giocatori pari merito ); 4) Percentuale di set vinti o di games vinti (in caso di tre giocatori pari merito ); 5) Decisione della commissione.

### Gruppo B
|  |               | Smith         | Connors       | Kodeš    | Gimeno        | RR W–L | Set W–L | Game W–L | Posizione |
|  | Stan Smith    |               | 3–6, 6–2, 7–5 | 6–1, 6–0 | 6–2, 3–6, 6–3 | 3–0    | 6–2     | 43–25    | 1         |
|  | Jimmy Connors | 6–3, 2–6, 5–7 |               | 6–4, 6–3 | 6–3, 6–7, 6–2 | 2–1    | 5–3     | 43–35    | 2         |
|  | Jan Kodeš     | 1–6, 0–6      | 4–6, 3–6      |          | 6–3, 6–2      | 1–2    | 2–4     | 20–29    | 3         |
|  | Andrés Gimeno | 2–6, 6–3, 3–6 | 3–6, 7–6, 2–6 | 3–6, 2–6 |               | 0–3    | 2–6     | 28–45    | 4         |

La classifica viene stilata in base ai seguenti criteri: 1) Numero di vittorie; 2) Numero di partite giocate; 3) Scontri diretti (in caso di due giocatori pari merito ); 4) Percentuale di set vinti o di games vinti (in caso di tre giocatori pari merito ); 5) Decisione della commissione.